# Conceptos básicos en Sociología
Conceptos básicos en Sociología es un libro escrito por Maximilian Weber, un economista alemán y sociólogo. La edición original se publicó en 1922 en alemán como "Soziologische Grundbegriffe", pero existen varias traducciones al inglés. El primero conocido de estos fue escrito en 1962.
Esto es parte de una obra monumental que fue interrumpida por la muerte de Weber. Intentó resumir todos los conceptos importantes de sociología en esa parte.

## Ver además
- Los tres tipos de legitimidad (discusión de conceptos del capítulo "Bases del orden legítimo")